# Jordan Thompson (siatkarka)
Jordan Mackenzie Thompson (ur. 5 maja 1997 w Edinie) – amerykańska siatkarka, reprezentantka Stanów Zjednoczonych, grająca na pozycji przyjmującej i atakującej.

## Przebieg kariery
| 2015/2016                 | University of Cincinnati |
| 2016/2017                 | University of Cincinnati |
| 2017/2018                 | University of Cincinnati |
| 2018/2019                 | University of Cincinnati |
| 2019/2020 (od 03.01.2020) | Fenerbahçe SK            |
| 2020/2021                 | Eczacıbaşı Stambuł       |
| 2021/2022 (do 02.12.2021) | Eczacıbaşı Stambuł       |
| 2022/2023                 | Vero Volley Milano       |
| 2023/2024                 | VakıfBank Stambuł        |

## Sukcesy klubowe
Superpuchar Turcji:
- 2020, 2023[5]

Liga włoska:
- 2023[6]

Klubowe Mistrzostwa Świata:
- 2023[7]

Liga turecka:
- 2024[8]

## Sukcesy reprezentacyjne
Liga Narodów:
- 2019[9], 2021

Igrzyska Olimpijskie:
- 2020
- 2024[10]

Mistrzostwa Ameryki Północnej, Środkowej i Karaibów:
- 2023[11]

## Nagrody indywidualne
- 2019: Najlepsza punktująca ligi uniwersyteckiej NCAA w sezonie 2019/2020
- 2023: Najlepsza atakująca Mistrzostw Ameryki Północnej, Środkowej i Karaibów
- 2023: MVP Superpucharu Turcji